# Râul Almaș, Drauț
Râul Almaș este un curs de apă, afluent al râului Drauț din județul Arad. 

## Hărți
- Harta județului Arad
- Harta munții Zarand  Arhivat în 27 mai 2008, la Wayback Machine.
- Harta munții Apuseni